# Manuel Alvar
Manuel Alvar (* 8. Juli 1923 in Benicarló; † 13. August 2001 in Madrid) war ein spanischer Hispanist und Dialektologe.

## Leben und Werk
Manuel Alvar López studierte an der Universität Saragossa, dann an der Universität Salamanca. Dort vertrat er bereits 1945 den Lehrstuhl für Literatur. Er promovierte 1946 in Madrid mit der Arbeit El habla del campo de Jaca (Madrid 1948) und war von 1948 bis 1968 Professor für spanische Sprachgeschichte an der Universität Granada. Von 1968 bis 1971 war er Inhaber des ersten Lehrstuhls für Spanische Sprache an der Autonomen Universität Madrid, ab 1971 auf dem gleichen Lehrstuhl an der Universität Complutense Madrid. Er war von 1977 bis 1998 Professor der University at Albany, The State University of New York (seit 1991 Distinguished Professor).
Alvars weltumspannende Karriere als Gastprofessor begann 1950 an der Universität Erlangen. Er begründete die Zeitschrift Lingüística Española Actual und war Herausgeber der Zeitschrift Revista de Filología Española. Ab 1990 war er korrespondierendes Mitglied der Heidelberger Akademie der Wissenschaften.
Alvar betreute über 200 Dissertationen. Sein Schriftenverzeichnis umfasst mehr als 800 Titel, darunter zahlreiche Bücher und Sprachatlanten.

## Ehrungen
Ab 1974 war Alvar Mitglied der Real Academia Española und von 1988 bis 1991 ihr Präsident. Alvar war fünfundzwanzigfacher Ehrendoktor, vor allem im spanischsprachigen Raum, darüber hinaus in Bordeaux, Pisa und Neapel. Er war sechsfacher Ehrenbürger.

## Nachkommen
Manuel Alvar war der Vater des Romanisten Manuel Alvar Ezquerra (1950–2020), des Romanisten Carlos Alvar Ezquerra (* 1951) und des Historikers Jaime Alvar Ezquerra (* 1955).